# Acronicta lepetita
Acronicta lepetita là một loài bướm đêm trong họ Noctuidae.